# Лизинг автомобиля физического лица
Ли́зинг автомобиля для физического лица  — это финансирование приобретения автомобиля для физического лица с возможностью перехода права собственности по окончании договора лизинга.
Суть такого финансового термина, как «лизинг для физических лиц» кроется в самом названии. С английского языка он переводится как аренда. Именно поэтому, как и при аренде в данном случае объект сделки отдается во временное пользование. Однако различие состоит в том, что при совершении лизинговых операций по сравнению с традиционными видами аренды пользователю предоставляется возможность в дальнейшем приобрести предмет лизинга для постоянного владения.
Законодательство разных стран по-разному рассматривает налоговые последствия лизинга. В России лизинг позволяет применять ускоренную амортизацию, возможно перераспределение сроков уплаты НДС. По сути лизинг — это долгосрочная аренда имущества с последующим правом выкупа. Ратифицированная Россией конвенция УНИДРУА о международном финансовом лизинге не предусматривает обязательности права выкупа, возможна и только аренда. В 2017 году в ходе широкого публичного обсуждения с участниками рынка и экспертами предложена реформа лизинговой отрасли, предполагающая, помимо прочего, ведение Банком России специального реестра лизинговых компаний.
В договорах лизинга может быть предусмотрено техническое обслуживание поставляемой техники, обучения кадров и т. д. В договоре возможны положения о праве (или обязанности) лизингополучателя купить товар по истечении срока аренды.

## Графики лизинговых платежей
Основными принятыми в практике графиками лизинговых платежей являются:
- регрессивный (ежемесячный платёж в течение срока лизинга уменьшается);
- аннуитетный (ежемесячный платёж в течение срока лизинга остаётся одинаковым);
- сезонный (график платежей привязывается к сезонности бизнеса лизингополучателя).

## Правовое регулирование лизинга в РФ

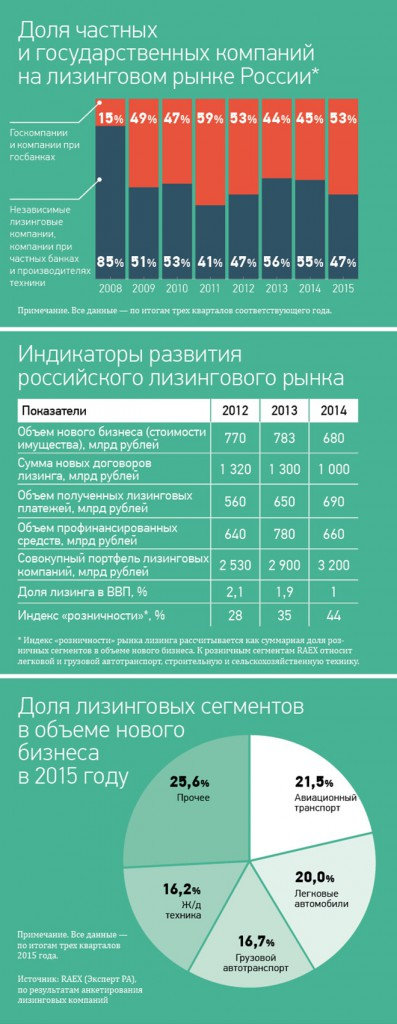

Финансовую аренду (лизинг) регулируют Гражданский кодекс РФ (ст. 665, 666), Федеральный закон от 29 октября 1998 года «О финансовой аренде (лизинге)», а также многочисленные подзаконные акты.